# 仙台幸子 (キャラクター)
仙台幸子（せんだいさちこ）とは、実在の人物の幼少期の写真を元につくられた、幸運を呼ぶとされるキャラクター。仙台を中心に、商売繁盛の福の神と信じられている仙台四郎（実在の人物）をモチーフにつくられた。

## 概要
仙台幸子のキャラクターとなった人物の本名は「幸子」。戦前に父親の仕事の都合で満州国に渡り、太平洋戦争前に仙台に戻り、そのまま当地に住み続けている。
その実子が満州国で撮影された「幸子」の幼児期の写真を見つけ、2001年（平成13年）頃、『母の立ち寄る所には不思議と人が押し寄せてくる』（引用）というエピソードとともに写真をインターネット上にアップロードした。その際、仙台四郎に因んで「仙台幸子」と命名した。また、この時期に岩手県二戸郡浄法寺町（現岩手県二戸市）で山姥修行を行う。今東光や瀬戸内寂聴に縁がある事でも知られる天台寺にて悟りをひらき、座敷童子の棲む民宿天台荘で寝起きし、みちのく記念館の館長として活動する。
その後、その写真を元にキャラクターグッズを作成して販売したところ、「幸運を呼ぶ」との反響があった。2003年（平成15年）から、様々なメディアを通じて「幸運を呼ぶキャラクター」として紹介されるようになった。特に2004年（平成16年）5月に読売テレビ「大阪ほんわかテレビ」で紹介されると、関西地方で人気に火がつき、地元仙台でも広く知られることとなった。現在は、写真を加工したグッズの他に、漫画化された「仙台幸子」のキャラクターも存在する。
2007年（平成19年）には、センダイガールズプロレスリングとのコラボレーションで、同団体所属の金成幸子のリングネームが「仙台幸子」に改名された。
2009年（平成21年）秋には「仙台幸子の幸せ新聞」と題するフリーペーパーを発行した。